# Oedicraspis subfervida
Oedicraspis subfervida är en fjärilsart som beskrevs av George Francis Hampson 1912. Oedicraspis subfervida ingår i släktet Oedicraspis och familjen trågspinnare. Inga underarter finns listade i Catalogue of Life.